# Dolesienia
Dolesienia – rodzaj poprawek, ale już nie w uprawach, lecz w lukach drzewostanów II klasy wieku i starszych. Mają one na celu lepsze wykorzystanie powierzchni przez wypełnienie luk młodszym pokoleniem drzewek. 
Dolesienia w starszych drzewostanach będą stanowiły po jego usunięciu kępy odnowieniowe, które wejdą w skład przyszłych upraw. 